# Out of Step
Out of Step — дебютный студийный альбом американской хардкор-панк группы Minor Threat. Был выпущен на виниле в 1983 году.

## Об альбоме
Альбом Out of Step фактически является единственной студийной записью Minor Threat. Лирика пластинки посвящена в первую очередь дружбе и проблеме отношений. Критиками была отмечена мелодичность композиций, а также то, что по сравнению с предыдущими EP коллектива, к моменту записи альбома Out of Step «группа выросла лирически и технически».
В целом Out of Step был встречен положительными отзывами критиков. Журналист AllMusic Нэд Рэггетт назвал этот альбом культовым для американского хардкора.
Пластинка была включена в альманах «Тысяча и один музыкальный альбом, который стоит прослушать, прежде чем вы умрёте», а также в состав «13 важнейших хардкоровых альбомов округа Колумбия» по мнению американского издания Stereogum. Корреспонденты электронного журнала Pitchfork присвоили альбому сотый номер в списке «100 лучших альбомов 1980-х». В 2005 году журнал Spin присвоил пластинке номер десять в списке «Ten Reasons Why We Wish SPIN Had Started in 1984». Том Конник из New Musical Express перечислил Out of Step среди лучших по его мнению хардкорных альбомов всех времён. Редакция американского веб-журнала Loudwire поставила запись на 19-е место в сотне лучших хард-рок и метал-альбомов 1980-х, назвав его диском, способствовавшим формированию звучания всего жанра.

## Список композиций
Слова и музыка всех песен — Minor Threat.
| №  | Название              | Длительность |
| -- | --------------------- | ------------ |
| 1. | «Betray»              | 3:04         |
| 2. | «It Follows»          | 1:50         |
| 3. | «Think Again»         | 2:18         |
| 4. | «Look Back and Laugh» | 3:16         |

| №  | Название        | Длительность |
| -- | --------------- | ------------ |
| 1. | «Sob Story»     | 1:50         |
| 2. | «No Reason»     | 1:57         |
| 3. | «Little Friend» | 2:18         |
| 4. | «Out of Step»   | 1:20         |
| 5. | «Cashing In»    | 3:43         |

## Участники записи
Приведены по сведениям базы данных Discogs

| Minor Threat: - Иэн Маккей — вокал - Лайл Преслар — лидер-гитара - Брайан Бейкер — ритм-гитара - Стив Хансджен — бас-гитара - Джефф Нельсон — барабаны | Технический персонал: - Minor Threat — музыкальный продюсер - Дон Зентара — музыкальный продюсер, звукорежиссёр - Скип Грофф — инженер сведе́ния - Джефф Нельсон — графический дизайнер - Синтия Коннолли — художественное оформление обложки |

## Комментарии
1. ↑  Ещё одно место в этом списке заняли EP данного музыкального коллектива[7].